# Zvíkovský rarášek (opera)
Zvíkovský rarášek je komická opera (Op. 49) o jednom jednání českého skladatele Vítězslava Nováka na prakticky nezměněný text stejnojmenné hry českého spisovatele Ladislava Stroupežnického z roku 1883. Poprvé byla provedena dne 10. října 1915 v Národním divadle v Praze.

## Vznik a historie díla
Vítězslav Novák přistoupil ke kompozici své první opery (po řadě neuskutečněných plánů) až ve zralém věku 43 let, kdy měl již za sebou řadu úspěšných instrumentálních skladeb, například symfonických básní V Tatrách a Bouře a klavírního cyklu Pan, ale i drobnějších vokálních skladeb (písně, sbory). Jednalo se již o jeho 49. dílo; bezprostředně mu předcházela symfonická Svatební košile, nepříznivě přijatá jako nepovedený soupeř stejnojmenné symfonické básně Antonína Dvořáka.
Skladatel se v tomto případě obešel bez libretisty: zhudebnil prakticky nezměněný text oblíbené komické aktovky Ladislava Stroupežnického Zvíkovský rarášek z roku 1883. Jejím tématem je smyšlená epizoda ze života skutečné postavy, předbělohorského literáta, vlastence, bonvivána a známého prostopášníka Mikuláše Dačického z Heslova. Novák již od dětství znal a miloval hrad Zvíkov a myšlenku na zhudebnění právě tohoto díla choval velmi dlouho, již od roku 1895, tehdejší plán však ztroskotal na neochotě libretisty Karla Šípka.
O svém návratu k původní myšlence po mnoha letech Novák píše: „Nabyl jsem zatím mnoha zkušeností a zejména nalezl jsem humor. Humor, jehož člověk nabývá teprve po mnoha životních zkouškách a bolestech. Kompoziční a orchestrační technika za tu dost dlouhou dobu získaná umožnila mi skládati operu přímo na text originálu, bez jakýchkoliv změn nebo zkratek. Byla zde ještě jiná okolnost, velmi závažná, proč jsem teprve tehdy přistoupil ke skládání Raráška. Moje umělecká tvorba brala se vždy souběžně s mým niterným životem. Bylo tudíž samozřejmé, že se v ní zřetelně projeví můj přechod ze stavu svobodného do stavu manželského.“ Skutečně skladatel zažíval nejšťastnější období svého života brzy po sňatku, v průběhu skládání opery se mu narodil syn Jaroslav, a tato bezstarostnost a tvůrčí sebevědomí se odrážejí v partituře Zvíkovského raráška.

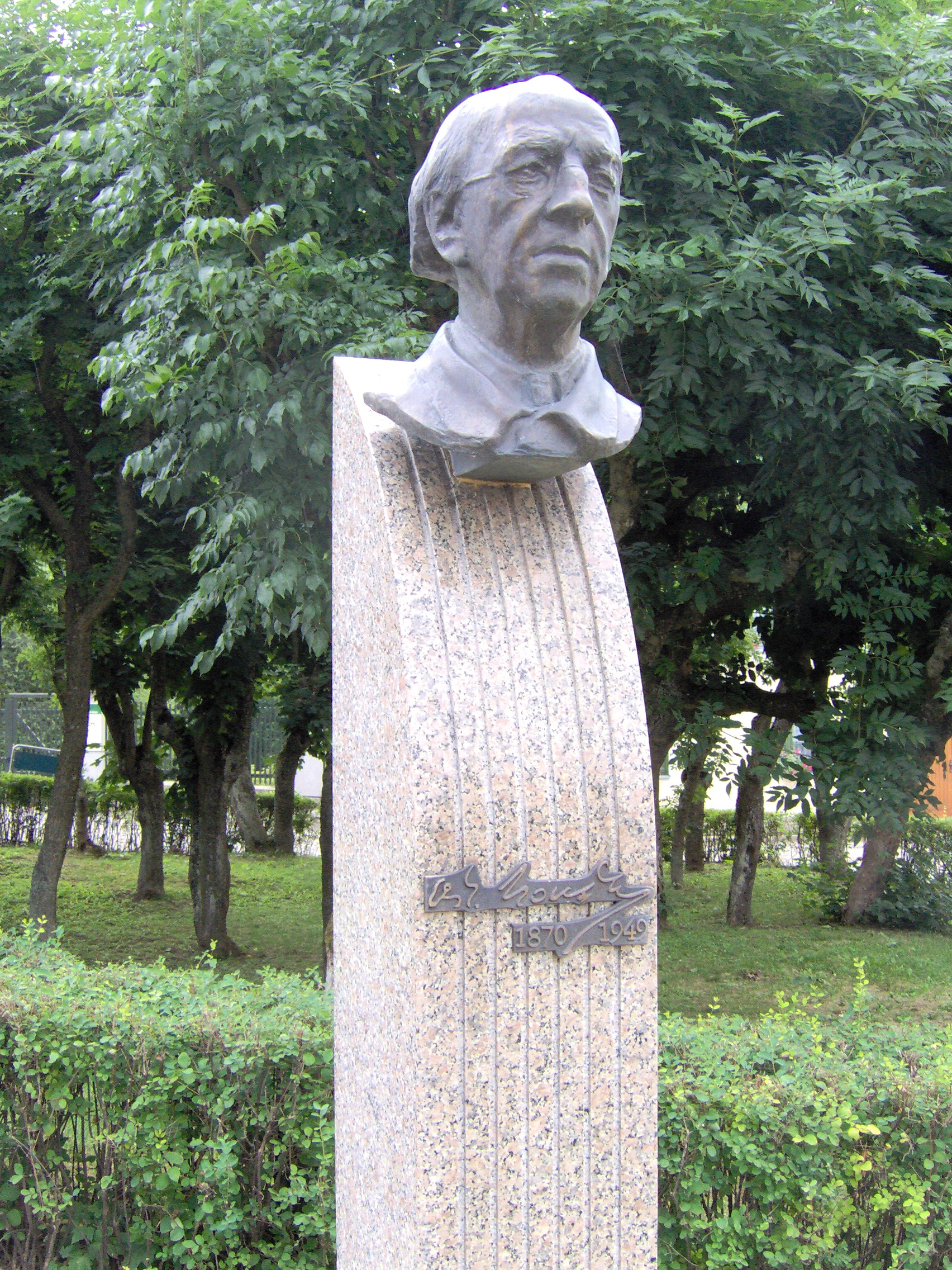
Busta Vítězslava Nováka v Kamenici nad Lipou

Novák se dohodl s dědici Ladislava Stroupežnického na autorských právech, započal práci na konci listopadu 1913 a již v polovině ledna 1914 měl hotovu podrobnou skicu, do konce června 1914 pak i úplnou partituru a do konce srpna i klavírní výtah. Národní divadlo ji mělo původně uvést bezprostředně v sezóně 1914/15, ale situace (začátek první světové války, mobilizace) nebyla příznivá a Novák sám požádal o odložení do následující sezóny, takže premiéra se konala počátkem sezóny 1915/16 (v kombinaci s Lortzingovou Zkouškou na operu). Roku 1915 vydala také vídeňská Universal Edition klavírní výtah, ale zájem Vídeňské státní opery o uvedení skladatel odmítl.
Prvotní ohlasy v tisku byly rozpačité až negativní, zejména zničující byla kritika Zdeňka Nejedlého, který vyčítal skladateli touhu po „okázalosti úspěchu operního“ a Raráška nepříznivě poměřoval ideálem smetanovské komické opery. Přesto se Zvíkovský rarášek stal druhou nejhranější Novákovou operou a zejména v meziválečné době jednou z nejhranějších českých oper vůbec. Národní divadlo jej po první inscenaci z roku 1915 (obnovena 1920) nastudovalo nově v letech 1930, 1944 a 1945 (obnovena 1949); poslední inscenace se hrála po třináct let, naposledy 15. listopadu 1958. Na půdě Stavovského divadla Raráška roku 1928 uvedla též Státní konservatoř hudby. Opera se hrála i v ostatních českých divadlech (Brno 1921 a 1937, Ostrava 1930, Olomouc 1931, Plzeň 1943) a ve Slovenském národním divadle v Bratislavě (1929, 1931). SND ji představilo v roce 1929 na zájezdě ve Vídni, což bylo jediné uvedení Raráška mimo bývalé Československo. Po druhé světové válce ji vedle Národního divadla a divadla Disk Akademie múzických umění v Praze inscenovala divadla v Ostravě (1948), Liberci (1949), Jihlavě (1950, 1969), Olomouci (1950), Plzni (1950, 1968), Opavě (1960) a dosud naposledy na profesionální scéně opět v Liberci (1982). Nejčastěji je dávána spolu s Ostrčilovou aktovkou Poupě, s níž ji spojuje doba vzniku i základní skladatelský přístup. Studenti Pěveckého oddělení pražské Konzervatoře však ve svém představení z roku 2015 v Divadle na Rejdišti uvedli pouze samotného Zvíkovského raráška.

## Charakteristika díla
Novákův Zvíkovský rarášek je příspěvkem do diskuse o dalším směřování opery vedené počátkem 20. století. Jako jedna z prvních českých oper je napsán na prozaický text, ba dokonce na nijak nezměněný původně činoherní kus (je třetí takovou českou operou po Janáčkově Její pastorkyni a Ostrčilově Poupěti). Stroupežnického aktovka předvádí jednoduchý, jevištně velmi účinný anekdotický příběh, přestože komika je hlavně situační a slovní a postavy postrádají hlubší charakterizaci. Podle Anny Hostomské je to „spíše hudební veselohra než komická opera“, hudební hříčka.
Těžištěm hudebního zpracování je orchestrální proud, který charakterizuje postavy i sleduje tok děje pomocí příznačných motivů a tvoří tak jeho „výmluvný motivický komentář“ (Jan Trojan). Hudba je náladová, rytmicky živá, místy parodická až groteskní, využívá často prostředků zvukomalby, vyjadřuje neproblematické veselí a dobromyslný humor. Oproti svým symfonickým skladbám zde Novák orchestrální hudbu poněkud harmonicky zjednodušil, přesto však její kontrapunktické zpracování, harmonie i impresionisticky barvitá instrumentace jsou v určitém rozporu s prostým anekdotickým dějem. Zpěvní hlasy jsou vedeny přísně deklamačně, v rychlých dialozích sledují spád mluvené řeči a nikdy se nerozvinou do ariózních ploch, ansámbly nebo sbory chybějí. Skladatel využívá pamětných motivů jednotlivých postav (Dačický, Eliška, Markéta, Petříček, rodina Švamberkova), včetně motivu manželské nevěry převzatého z písňového cyklu Erotikon (Op. 46), deklamační princip však znatelně převažuje. Vztah mezi orchestrem a zpěvem je slabinou díla: málo zpěvný recitativ působí po jisté době jednotvárně, orchestr poutá pozornost větší melodičností a často překrývá hlasy pěvců a tím ztěžuje porozumění textu, pro komickou operu nezbytné. Emil Hradecký uznává Novákovo hudební řešení za stylově čisté a umělecky odpovědné, ale poznamenává: „Záleží ovšem na našem osobním názoru či spíše přesvědčení, zda je pokládáme za řešení vskutku operní v pravém smyslu slova.“

## Osoby a první obsazení
| osoba                                            | hlasový obor | premiéra (10.10.1915) |
| ------------------------------------------------ | ------------ | --------------------- |
| Krištof (Kryštof) ze Švamberka                   | bas          | Emil Pollert          |
| Eliška, rozená z Rožmberka, manželka Kryštofa    | soprán       | Gabriela Horvátová    |
| Petřík, syn Elišky                               | soprán       | Ema Miřiovská         |
| Mikuláš Dačický z Heslova                        | tenor        | Antonín Lebeda        |
| Markéta Zvěřinová, dívka ze statků Švamberkových | soprán       | Marie Šlechtová       |
| Salomena, klíčnice na Zvíkově                    | alt          | Věra Pivoňková        |
| Michálek, páže                                   | alt          | Marie Rysková         |
| Dirigent: Karel Kovařovic                        |              |                       |
| Režie: Robert Polák                              |              |                       |

## Děj opery
Odehrává se na hradě Zvíkově roku 1585.

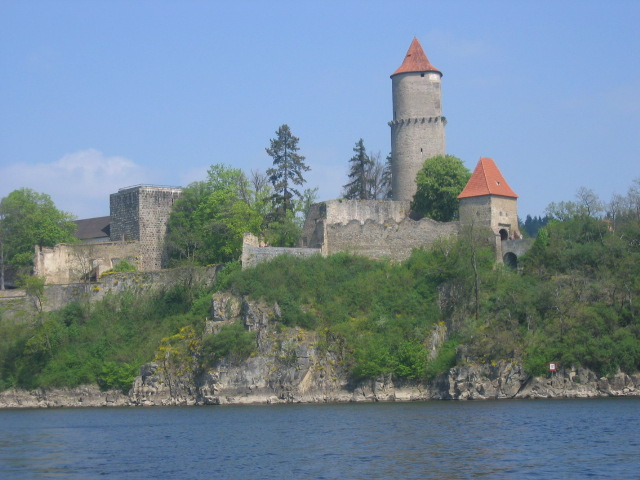
Hrad Zvíkov, dějiště opery

V síni pana Kryštofa ze Švamberka popíjí hradní pán se svým hostem Mikulášem Dačickým z Heslova, nákladníkem na Kutných Horách a známým spisovatelem a bonvivánem. Pánové Kryštof a Mikuláš se znají již z doby bojů proti Turkům v Uhrách. Švamberk má pana Mikuláše rád jako zábavného a duchaplného společníka pro sebe i pro svého čtrnáctiletého syna Petra, ale jeho vyhlášené „freje“ mu začínají být na obtíž, zvláště když mu neušlo, že Dačický pokukuje po jeho manželce, ctné paní Elišce rozené z Rožmberka. Ta je nyní na hradě Orlíku, aby dohlédla na výmalbu síní svěřenou italským mistrům, ale brzy by se měla vrátit. Švamberk Dačického před pletkami přátelsky, ale důrazně varuje.
Páže Michálek ohlašuje hradnímu pánovi návštěvu. Dívka jménem Markéta Zvěřinová, poddaná z Mirotic a na měšťanské děvče poněkud honosně oblečená v sametu se španělským límcem, přišla požádat o výhostní list z poddanství, protože by se ráda provdala za mladého muže ze sousedního panství. Panu Švamberkovi se upejpavá, naivní a trochu koketní dívčina líbí a nakonec si od Markéty jako odměnu za podpis na listu vyprosí „otcovské políbení“, které pýřící se měšťanka udělí. Protože však Mirotice drží pan Kryštof společně se svou paní, je nutný ještě její podpis.
Pan Mikuláš přichází varovat, že „zdi hradu Zvíkova se otřásají ve svých fundamentech“, vskutku vzápětí vpadnou do síně Petr ze Švamberka a klíčnice Salomena ve velké vádě o (v pořadí třináctý) medový koláč, který ctihodná paní Salomena odmítá mladému pánovi vydat. Přísná otcova slova Petra naoko ukázní, po straně však „babizně“ přísahá pomstu. Pan Švamberk odchází sepsat výhostní list a paní Salomeně nařizuje pohostit Markétu. Zlostný Petr na odchodu pohodí v koutě zmačkaný španělský límec.
V pokoji zůstává Mikuláš Dačický a přemítá o tom, jak těžké je ubránit se hříchu v blízkosti paní Elišky. Ta se právě vrací. Dvoření, kterým ji Dačický zahrnuje, je jí nemilé, ale pak naoko povolí a s postranním úmyslem od něj přijme milostné „skládání“, které uschová do kabelky. Poté zahlédne na zemi dámský krejzl, což Dačický uvádí do souvislosti s návštěvou mladé měšťky u jejího manžela. Co se asi dělo, že při tom přišla o límec? Paní Elišky se zmocňuje žárlivost. Zvláště když návštěvu tuze pěkného děvčete se španělským límcem, která se panu otci jistě líbila, potvrzuje i Petřík.
Švamberk vítá svou ženu a prosí ji o podpis na výhostní list, Eliška se však chová odměřeně a věc s podpisem si prý ještě rozmyslí. Nepozoruje, že jí Petr mezitím vytáhl z kabely Dačického báseň. Chlapec si ji čte a ovšem nerozumí: „Jak vroucně tebe miluju, však hořem v hrob se schyluju.“ Proč by se pan Mikuláš, jenž se oddává všem dostupným radovánkám, schyloval v hrob? Ptá se na vysvětlení otce. Ten odpovídá jen vyhýbavě, zato existence milostného listu v kabelce jeho manželky značně upoutá jeho pozornost.
Mezitím hovoří Eliška s panem Dačickým: nyní má v ruce písemný důkaz, že usiluje o její ctnost a zpronevěřuje se postavení hosta. Neodjede-li z hradu – pod jakoukoli záminkou – do tří hodin, předloží jeho báseň svému muži, který jistě nebude váhat s trestem. Dačický uznává svou porážku a chystá se k odjezdu. Salomena představuje paní Elišce Markétu, nyní bez límce, což posílí Eliščino podezření.
Mezi manželi Švamberkovými dochází k rodinné konfrontaci. Co má znamenat ten límec v pánově pokoji? A co báseň v panině kabelce? Eliška má v argumentaci navrch: ona svou nevinu prokáže do tří hodin, ale její choť se neodvažuje přísahat, že se v její nepřítomnosti nezpronevěřil manželské věrnosti. Eliška znovu vyslýchá Markétu: dozví se nejen to, že mezi ní a urozeným panem došlo jn na jedno políbení, ale i to, že nalezený krejzl není Markétin: ta si svůj límec schovala na Salomenino doporučení, že hradní paní nerada u poddaných vidí panský úbor. Eliška ještě chvíli manžela pro onu hubičku potrápí, ale pak přijme jeho odprošení. A už přichází pan Dačický z Heslova, který musí naléhavě odjet na nákladnickou schůzi do Kutné Hory. Ani prosby Petříka, ani poněkud méně upřímné protesty pána a paní ze Švamberka jej nemohou zadržet. I záhada s krejzlem se vyřeší, protože právě takový začala postrádat nasupená paní Salomena: to Petr jí ho sebral jako odplatu za historku s medovými koláči. Dačický se kavalírsky loučí a na odchodu nabízí rámě paní Salomeně.

## Nahrávky
Československý rozhlas pořídil dvě dosud nevydané nahrávky Zvíkovského raráška:
- 1950 (rekonstrukce 2005). Zpívají (Kryštof ze Švamberka) Karel Kalaš, (Eliška) Marie Podvalová, (Petr) Maria Tauberová, (Mikuláš Dačický z Heslova) Beno Blachut, (Markéta) Vlasta Mlejnková, (Salomena) Marie Veselá st., (Michálek) Dagmar Linhartová. Pražský rozhlasový orchestr řídí František Dyk.[22]
- 1962 (rekonstrukce 2009). Zpívají (Kryštof ze Švamberka) Karel Berman, (Eliška) Milada Šubrtová, (Petr) Helena Tattermuschová, (Mikuláš Dačický z Heslova) Beno Blachut, (Markéta) Miloslava Fidlerová, (Salomena) Ludmila Hanzalíková, (Michálek) Pavel Šolc. Pražský rozhlasový orchestr řídí Josef Hrnčíř.[23]

## Televizní inscenace
- Zvíkovský rarášek ve Filmové databázi